# هون‌جونگ چوسان
پادشاه هون‌جونگ (انگلیسی: Heonjong of Joseon) (زاده ۲۹ ژوئیهٔ ۱۷۹۰ - درگذشته ۱۳ دسامبر ۱۸۳۴) بیست و چهارمین پادشاه سلسله چوسان بوده‌است.
وی که از سال ۱۸۳۴ تا ۱۸۴۹ حکومت کرده‌است، جانشین پدربزرگش سانجو شده بود که پس از مرگش به دلیل نداشتن وارث، حکومت به عموزاده‌اش چول‌جونگ که از نسل یونگ‌جو (بیست‌ویکمین پادشاه چوسان) بوده، رسیده است.

## خانواده
- پدر: شاهزاده ولیعهد هیومیونگ (효명 세자, ۱۸۰۹–۱۸۳۰). Posthumous name: "Ikjong" (익종).
- مادر: ملکه سینجئونگ (신정왕후 조씨, ۱۸۰۸–۱۸۹۰), دختر Jo Man-yeong (조만영, ۱۷۷۶–۱۸۴۶) و بانو Seong.
- همسرها و فرزندان:

1. ملکه هیوهیئون (효현왕후 김씨), daughter of Kim Jo-geun (김조근), posthumously known as "Hyohyeon, The Seong Empress" (효현성황후)
  1. بدون فرزند
2. ملکه هیوجئونگ (명헌왕후 홍씨)[۱]
  1. یک دختر، که در هنگام زایمان درگذشت
3. Royal Noble Consort Gyeong of the Kim clan (경빈 김씨)
  1. بدون فرزند
4. Kim Suk-ui (숙의 김씨)
  1. یک دختر به نام شین جونگ